# Deborah Findlay

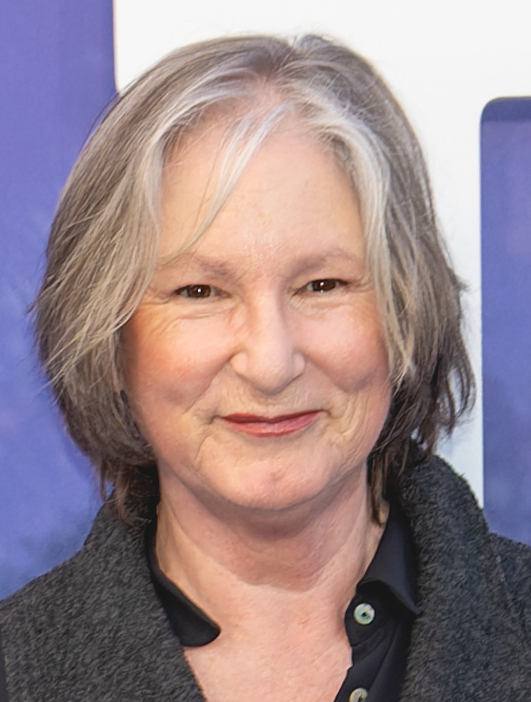
Deborah Findlay

Deborah Findlay (* 23. Dezember 1947 in Leatherhead, Surrey) ist eine britische Theater- und Filmschauspielerin.

## Leben
Während ihres Englischstudiums an der University of Leeds trat sie einer Theatergruppe bei.
Findlay spielte auf der Bühne und war in zahlreichen Produktionen zu sehen, darunter in den Top Girls. In den 1980er Jahren arbeitete sie mit der Royal Shakespeare Company zusammen, wo sie in Was ihr wollt und Der Kaufmann von Venedig auftrat. 1996 spielte sie im Stück Stanley, welches danach am Broadway aufgeführt wurde und ihr einen Laurence Olivier Award einbrachte.
Im Fernsehen war sie 2003 in der Miniserie Mord auf Seite eins und ab 2007 in der Serie Cranford als Miss Tomkinson zu sehen. Ab 2018 spielte sie Ruth in der Serie The Split – Beziehungsstatus ungeklärt.

## Filmografie (Auswahl)
- 1983: Busted
- 1986: What If It’s Raining? (Fernsehserie, 3 Folgen)
- 1991: Wie verrückt und aus tiefstem Herzen (Truly Madly Deeply)
- 1994, 2000: Casualty (Fernsehserie, 2 Folgen)
- 1995: Jack und Sarah – Daddy im Alleingang (Jack & Sarah)
- 1999: Das Ende einer Affäre (The End of the Affair)
- 2000: The Bill (Fernsehserie, 1 Folge)
- 2001: Meine beste Freundin (Me Without You)
- 2003: Mord auf Seite eins (State of Play, Miniserie, 4 Folgen)
- 2003, 2010: Gerichtsmediziner Dr. Leo Dalton (Silent Witness, Fernsehserie, 4 Folgen)
- 2004: Vanity Fair – Jahrmarkt der Eitelkeit (Vanity Fair)
- 2004: Foyle’s War (Fernsehserie, eine Folge)
- 2007–2009: Cranford (Fernsehserie, 7 Folgen)
- 2009: Torchwood (Fernsehserie, 2 Folgen)
- 2010: Law & Order: UK (Fernsehserie, 1 Folge)
- 2010: Die Halloween-Party (Agatha Christie’s Poirot, Fernsehserie, Folge Hallowe’en Party)
- 2011: New Tricks – Die Krimispezialisten (New Tricks, Fernsehserie, 1 Folge)
- 2015: Suite française – Melodie der Liebe (Suite française)
- 2015: The Lady in the Van
- 2015: The Ones Below – Das Böse unter uns (The Ones Below)
- 2018: Collateral (Fernsehvierteiler, 2 Folgen)
- 2018–2022: The Split – Beziehungsstatus ungeklärt (The Split, Fernsehserie, 18 Folgen)
- 2021: Romeo & Juliet